# Baptistin Spade
Pour les articles homonymes, voir Spade.
Baptistin Spade (13 mars 1891- 16 novembre 1969) est un décorateur et architecte d'intérieur et créateur de mobilier. Il a décoré une trentaine de paquebots, des années 1930 à 1967.

## Formation
Né à Marseille le 13 mars 1891,son père Jean Honoré est tapissier rue Lebrun dans le quartier Sainte-Anne. Il s'installe à Paris en 1908 où il continue d'étudier le dessin, la peinture et la sculpture. Il a participé pendant la Première Guerre mondiale à la campagne du Maroc, enrôlé quatre ans dans l'armée française.

## Une longue carrière
En 1910, Baptistin Spade s'installe de façon modeste comme antiquaire à Paris place Possoz dans le 16e arrondissement. Peu à peu, il réserve une partie de son magasin à des créations contemporaines et il est très actif pour suivre les progrès technologiques de son époque. On trouve ainsi un brevet déposé le 14 mars 1928 (duché du Luxembourg) où, en compagnie d'Honoré son frère et associé et Louis Béchereau, il dépose un brevet pour "perfectionnements apportés aux meubles pour contenir un poste récepteur de TSF". Au fil des années, il va monter ses propres ateliers : ébénisterie, tapisserie, marqueterie, bureau de dessin dans son atelier au 8 rue des Réservoirs (rebaptisée rue du Commandant-Schloesing) où travailleront une trentaine d'employés qualifiés et d'artisans. Son entreprise participe à la décoration du palais de Chaillot dont l'architecte principal est Roger-Henri Expert également responsable de la décoration du Normandie sur lequel il travaillera aussi. Plus tard, une galerie d'exposition sera ouverte au 80 avenue Paul-Doumer Paris XVI°, pour accueillir une clientèle fortunée et célèbre.
En 1935 il commence sa longue aventure de décorateur de paquebots en exécutant, pour le compte du décorateur Jean Maurice de Rothschild, une cinquantaine de fauteuils destinés au Normandie. Dès lors, il participe à la décoration ou re-décoration d'une trentaine de paquebots:  Londres, Ville d'Alger, De Grasse, Liberté, El-Mansour, Floridor, Île-de-France, Félix-Roussel, Kairouan, Provence, Flandre, Antilles, Ville de Tunis, Maréchal-Joffre, Lyautey, El-Djezaïr, Cambodge, Fort-Desaix, Fort-Royal, France, Ancerville, Myconos, M/S Avenir, … Ce sont des marchés considérables qui nécessitent une logistique lourde avec des ateliers secondaires dans les principaux chantiers navals français.
Il va réaliser de nombreux travaux pour des particuliers à Paris, en province et à l'étranger; châteaux, ambassades (Varsovie et Ottawa), bureaux de grandes compagnies. Il travaille aussi pour le Mobilier National en réalisant d'importants aménagements pour des ministères.

## Le style Spade
Baptistin Spade aime la couleur et les matériaux riches. Il dessine les meubles aussi bien que les lampes et maquettes de tapis. Il emploie des tentures et des tapisseries pour atténuer la gravité des créations de mobilier de bois sombre. Il utilise aussi bien la laque rehaussée de frottis d'or que les matériaux nouveaux. Enfin, il fait participer à ses projets de grands noms de l'art décoratif contemporain pour compléter le raffinement de ses travaux.

## Sources
- Mobilier et décoration janvier 1954
- Artdéco:les maîtres du mobilier, Pierre Kjellberg  (ISBN 2859170197)
- Art décoratifs à bord des paquebots français 1880-1960, Louis-rené Vian

- A bord des paquebots, 50 ans d'art décoratif, Frédéric Olivier, Aymeric Perroy & Franck Sénant,  (ISBN 978-2-9155-4238-7)